# Empire Mark III
Empire Mark III is de derde poging van Empire om eind jaren zeventig  van de 20e eeuw een album uitgebracht te krijgen. Het idee kwam van Banks, Foxx en drummer Mark Murdock. Er was al enige muziek, maar Foxx' stem moest nog wat oefenen. De muziekwereld was sterk veranderd sinds de start van het project Empire. Er was een scheiding tussen disco en punk. Daartussen vielen de restanten van de progressieve rock. De band haalde Delph en Stephenson erbij om in de Mars Rehearsal Studio voor hun derde album te gaan (de vorige twee waren nog niet uitgegeven). Het werd een lange tijd. Toen de demo's klaar waren gingen de band en hun management op zoek naar een platenlabel. Er was er geen te vinden, die dit materiaal wilde uitbrengen. De band viel uit elkaar om nooit meer samen te komen. Pas in 1996 zag het album het levenslicht.

## Musici
- Peter Banks – gitaar, achtergrondzang
- Sydney Foxx – zang
- Mark Murdock – slagwerk
- Paul Delph – toetsinstrumenten
- Brad Stephenson – basgitaar

## Muziek
| Nr. | Titel                                                | Duur |
| --- | ---------------------------------------------------- | ---- |
| 1.  | Ain’t that peculiar (Banks (muziek), Foxx (teksten)) | 4:30 |
| 2.  | Destiny (Banks (muziek), Foxx (teksten))             | 6:16 |
| 3.  | Faraway (Banks (muziek), Foxx (teksten))             | 5:54 |
| 4.  | Goodbye (Banks (muziek), Foxx (teksten))             | 4:35 |
| 5.  | Dancing man (Banks (muziek), Foxx (teksten))         | 4:55 |
| 6.  | Foundation (Banks (muziek), Foxx (teksten))          | 9:31 |